# Claude Auguste Lamy

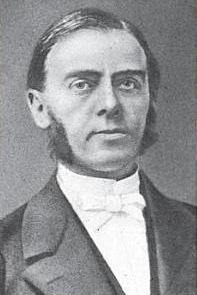
Claude Auguste Lamy

Claude Auguste Lamy (* 15. Juli 1820 in Ney, Département Jura; † 20. März 1878 in Paris) war ein französischer Chemiker und Physiker.

## Leben und Wirken
Lamy war ab 1854 Professor für Physik an der Université de Lille und ab 1865 Professor für Chemie an der École Centrale Paris.
Er entdeckte 1862 unabhängig von William Crookes das Thallium. Während Crookes die Entdeckung durch spektralanalytische Untersuchungen des Bleikammerschlamms machte, konnte Lamy das Element Thallium als Erster mittels Elektrolyse isolieren.

## Werke (Auswahl)
- (mit Alfred Des Cloizeaux) Études chimiques, optiques et cristallographiques sur les sels de thallium. In: Annales de chimie et de physique, 4. Serie, 1869, Heft 7, urn:nbn:de:bvb:12-bsb11002584-3.